# Осенарите
Осенарите е село в Северна България. Намира се в община Велико Търново, област Велико Търново.
Към 1934 г. селото има 207 жители. Според преброяването през 2021 г. в него живее 1 човек. Влиза в землището на село Вонеща вода.